# Ga cáp treo Miêu Không
Ga Miêu Không là ga cuối của Cáp treo Miêu Không thuộc Hệ thống đường sắt đô thị Đài Bắc, nằm ở Văn Sơn, Đài Bắc, Đài Loan. Nó có thể đi đến thị trấn Miêu Không với nhà ga cùng tên.

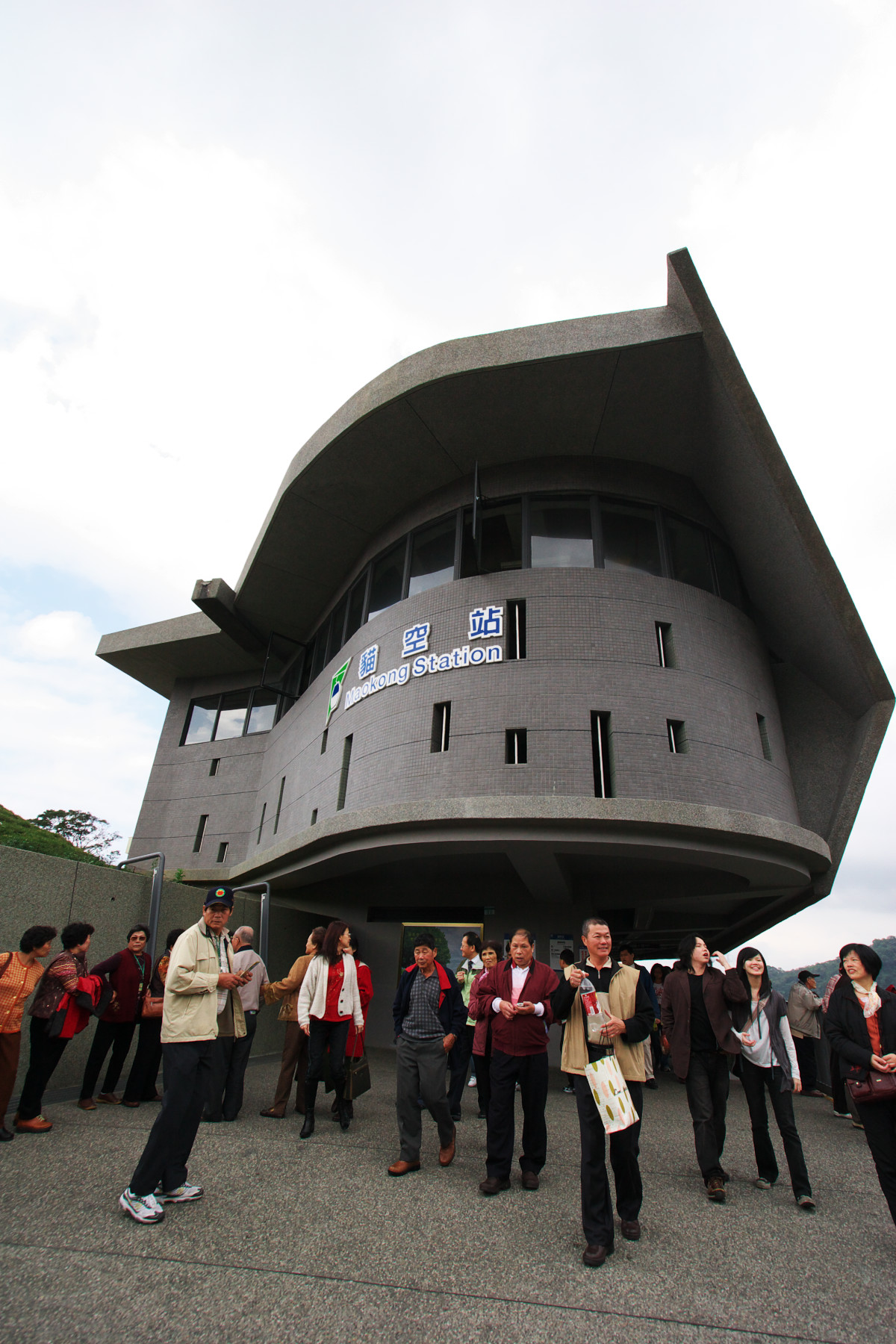
Ga Miêu Không